# Терентьев, Дмитрий Георгиевич
Дмитрий Георгиевич Терентьев (27 мая 1900, с. Дубское, Нижегородская губерния — 30 июня 1982, Новосибирск) — советский работник промышленности, директор Новосибирского завода имени Коминтерна (1948—1959).

## Биография
Родился 27 мая 1900 года в Дубском селе Нижегородской губернии. Из семьи рабочих. В Нижнем Новгороде/Горьком окончил педагогический (1925) и индустриальный (1935) институты, затем устроился на Горьковский завод № 197 Наркомата электропромышленности СССР, где занимал должности инженера-механика, начальника цехов, начальника инструментального отдела, заместителя директора.
В 1948 году утверждён директором Новосибирского завода имени Коминтерна. При нём для предприятия быстрыми темпами возводились помещения, а завод из разных частей города переехал в новые корпуса. Параллельно с производственной деятельностью выполнял правительственное постановление по организации в городе научно-исследовательского института измерительных приборов Министерства радиотехнической промышленности СССР; возглавил этот НИИ (1949) без отрыва от управления заводом. Кроме того, создал на предприятии Особое конструкторское бюро, став его руководителем (1959).
Похоронен на Заельцовском кладбище Новосибирска (квартал 16н).